# Curling ai XIX Giochi olimpici invernali
Ai XIX Giochi olimpici invernali di Salt Lake City (Stati Uniti), vennero disputati due tornei di curling, maschile e femminile.

## Torneo maschile
| Posizione | Nazione  | Atleti                                                                          |
| --------- | -------- | ------------------------------------------------------------------------------- |
| 1         | Norvegia | Pål Trulsen Lars Vågberg Flemming Davanger Bent Ånund Ramsfjell Torger Nergård  |
| 2         | Canada   | Kevin Martin Don Walchuk Carter Rycroft Don Bartlett Ken Tralnberg              |
| 3         | Svizzera | Andi Schwaller Christof Schwaller Markus Eggler Damian Grichting Marco Ramstein |

### Classifica del girone di qualificazione
| Nazione     | Skip                   | Club            | Città      | V | P |
| ----------- | ---------------------- | --------------- | ---------- | - | - |
| Canada      | Kevin Martin           | Ottewell CC     | Edmonton   | 8 | 1 |
| Norvegia    | Pål Trulsen            | Stabekk CC      | Oslo       | 7 | 2 |
| Svizzera    | Andi Schwaller         | Biel-Touring CC | Bienne     | 6 | 3 |
| Svezia      | Peja Lindholm          | Östersunds CK   | Östersund  | 6 | 3 |
| Finlandia   | Markku Uusipaavalniemi | Oulunkylä CC    | Helsinki   | 5 | 4 |
| Germania    | Sebastian Stock        | EC Oberstdorf   | Oberstdorf | 4 | 5 |
| Danimarca   | Ulrik Schmidt          | Hvidovre CC     | Hvidovre   | 3 | 6 |
| Regno Unito | Hammy McMillan         | Stranraer CC    | Stranraer  | 3 | 6 |
| Stati Uniti | Tim Somerville         | Superior CC     | Superior   | 3 | 6 |
| Francia     | Dominique Dupont-Roc   | Chamonix CC     | Chamonix   | 0 | 9 |

### Risultati
11 febbraio 
 09:00
- Finlandia 9-3  Danimarca
- Germania 9-5  Francia
- Stati Uniti 10-5  Svezia
- Canada 6-4  Regno Unito

19:00
- Svizzera 5-4  Norvegia
- Canada 8-3  Stati Uniti
- Danimarca 8-7  Francia (11)
- Germania 7-6  Finlandia

12 febbraio 
 14:00
- Svezia 7-2  Regno Unito
- Svizzera 10-6  Danimarca
- Canada 9-4  Finlandia
- Norvegia 9-2  Francia

13 febbraio 
 09:00
- Finlandia 6-5  Svizzera (11)
- Norvegia 7-6  Regno Unito (11)
- Germania 9-8  Stati Uniti (11)
- Svezia 9-5  Danimarca

19:00
- Regno Unito 7-6  Germania
- Canada 8-1  Francia
- Svizzera 8-7  Svezia
- Norvegia 6-5  Stati Uniti

14 febbraio 
 14:00
- Svezia 6-5  Canada (11)
- Stati Uniti 6-2  Svizzera
- Germania 7-6  Danimarca (11)
- Finlandia 6-5  Francia (11)

15 febbraio 
 09:00
- Stati Uniti 8-3  Francia
- Norvegia 9-4  Danimarca
- Finlandia 6-4  Regno Unito
- Canada 9-7  Germania

19:00
- Norvegia 6-5  Finlandia
- Canada 7-2  Svizzera
- Svezia 9-6  Francia
- Danimarca 6-5  Regno Unito

16 febbraio 
 14:00
- Svizzera 10-4  Regno Unito
- Svezia 11-4  Finlandia
- Danimarca 9-7  Stati Uniti
- Norvegia 10-5  Germania

17 febbraio 
 09:00
- Svezia 5-4  Germania (11)
- Canada 9-4  Norvegia
- Svizzera 7-3  Francia

19:00
- Regno Unito 7-3  Francia
- Finlandia 6-4  Stati Uniti

18 febbraio 
 14:00
- Canada 8-3  Danimarca
- Svizzera 10-4  Germania
- Regno Unito 7-6  Stati Uniti
- Norvegia 9-8  Svezia

#### Semifinali
20 febbraio 
 14:00
| Squadra            | 1 | 2 | 3 | 4 | 5 | 6 | 7 | 8 | 9 | 10 | Final |
| x- Canada (Martin) | 3 | 0 | 0 | 1 | 0 | 1 | 0 | 1 | 0 | 0  | 6     |
| Svezia (Lindholm)  | 0 | 2 | 0 | 0 | 1 | 0 | 1 | 0 | 0 | 0  | 4     |

| Squadra               | 1 | 2 | 3 | 4 | 5 | 6 | 7 | 8 | 9 | 10 | 11 | Final |
| x- Norvegia (Trulsen) | 0 | 0 | 1 | 0 | 1 | 0 | 1 | 0 | 2 | 1  | 1  | 7     |
| Svizzera (Schwaller)  | 0 | 1 | 0 | 3 | 0 | 1 | 0 | 1 | 0 | 0  | 0  | 6     |

#### Finale per il 3º/4º posto
21 febbraio 
 09:00
| Squadra                 | 1 | 2 | 3 | 4 | 5 | 6 | 7 | 8 | 9 | 10 | Final |
| Svezia (Lindholm)       | 0 | 0 | 2 | 0 | 1 | 0 | 0 | 0 | 0 | X  | 3     |
| x- Svizzera (Schwaller) | 1 | 2 | 0 | 1 | 0 | 0 | 2 | 1 | 0 | X  | 7     |

#### Finale per il 1º/2º posto
21 febbraio 
 14:30
| Squadra            | 1 | 2 | 3 | 4 | 5 | 6 | 7 | 8 | 9 | 10 | Final |
| x- Canada (Martin) | 0 | 0 | 0 | 0 | 2 | 1 | 0 | 2 | 0 | 0  | 5     |
| Norvegia (Trulsen) | 0 | 1 | 0 | 2 | 0 | 0 | 1 | 0 | 1 | 1  | 6     |

## Torneo femminile
| Posizione | Nazione     | Atlete                                                                   |
| --------- | ----------- | ------------------------------------------------------------------------ |
| 1         | Regno Unito | Debbie Knox Fiona MacDonald Rhona Martin Margaret Morton Janice Rankin   |
| 2         | Svizzera    | Laurence Bidaud Luzia Ebnöther Tanya Frei Mirjam Ott Nadja Röthlisberger |
| 3         | Canada      | Kelley Law Diane Nelson Cheryl Noble Julie Skinner Georgina Wheatcroft   |

### Classifica del girone di qualificazione
| Nazione     | Skip               | Club          | Città                  | V | P |
| ----------- | ------------------ | ------------- | ---------------------- | - | - |
| Canada      | Kelley Law         | Royal City CC | New Westminster        | 8 | 1 |
| Svizzera    | Luzia Ebnöther     | CC Bern AAM   | Berna                  | 7 | 2 |
| Stati Uniti | Kari Erickson      | Bemidji CC    | Bemidji                | 6 | 3 |
| Regno Unito | Rhona Martin       | Greenacres CC | Howwood                | 5 | 4 |
| Germania    | Nathalie Nessler   | SC Riessersee | Garmisch-Partenkirchen | 5 | 4 |
| Svezia      | Elisabet Gustafson | Umeå CC       | Umeå                   | 5 | 4 |
| Norvegia    | Dordi Nordby       | Snarøen CC    | Oslo                   | 4 | 5 |
| Giappone    | Akiko Katoh        | Tokoro CC     | Tokoro                 | 2 | 7 |
| Danimarca   | Lene Bidstrup      | Hvidovre CC   | Hvidovre               | 2 | 7 |
| Russia      | Olga Jarkova       | Moskvitch CC  | Mosca                  | 1 | 8 |

### Risultati
11 febbraio 
 14:00
- Canada 5-4  Svezia
- Regno Unito 10-6  Norvegia
- Svizzera 9-8  Danimarca (11)
- Germania 7-5  Russia

12 febbraio 

09:00
- Stati Uniti 8-7  Giappone
- Svizzera 7-6  Russia (12)
- Svezia 7-4  Regno Unito
- Canada 6-5  Norvegia

19:00
- Germania 9-5  Danimarca
- Stati Uniti 6-5  Svezia
- Canada 7-6  Russia
- Regno Unito 9-1  Giappone

13 febbraio 
 14:00
- Canada 6-4  Stati Uniti
- Germania 5-3  Giappone
- Svizzera 7-5  Norvegia
- Danimarca 11-9  Svezia

14 febbraio 
 09:00
- Norvegia 10-5  Germania
- Regno Unito 8-5  Russia
- Danimarca 9-4  Stati Uniti
- Svizzera 8-7  Giappone

19:00
- Russia 7-5  Danimarca
- Svizzera 7-6  Stati Uniti
- Svezia 10-3  Norvegia
- Canada 9-4  Regno Unito

15 febbraio 
 14:00
- Regno Unito 7-4  Svizzera
- Svezia 8-7  Giappone (11)
- Canada 8-4  Germania
- Norvegia 5-4  Russia

16 febbraio 
 09:00
- Canada 9-4  Giappone
- Stati Uniti 11-4  Russia
- Regno Unito 8-6  Danimarca
- Germania 7-5  Svezia

19:00
- Stati Uniti 7-6  Germania
- Canada 9-4  Danimarca
- Svezia 8-7  Svizzera (11)
- Norvegia 8-5  Giappone

17 febbraio 
 14:00
- Norvegia 9-4  Danimarca
- Giappone 7-6  Russia
- Stati Uniti 6-5  Regno Unito (11)

18 febbraio 
 09:00
- Germania 7-5  Regno Unito
- Stati Uniti 11-2  Norvegia
- Svizzera 7-6  Canada

19:00
- Svezia 9-6  Russia
- Svizzera 10-4  Germania
- Giappone 6-5  Danimarca

#### Spareggi
19 febbraio 
 09:00
- Regno Unito 6-4  Svezia

14:00
- Regno Unito 9-5  Germania

#### Semifinali
20 febbraio 
 09:00
| Squadra                   | 1 | 2 | 3 | 4 | 5 | 6 | 7 | 8 | 9 | 10 | Final |
| Svizzera (Ebnöther)       | 0 | 2 | 1 | 0 | 0 | 1 | 2 | 0 | 3 | X  | 9     |
| x- Stati Uniti (Erickson) | 1 | 0 | 0 | 1 | 1 | 0 | 0 | 1 | 0 | X  | 4     |

| Squadra              | 1 | 2 | 3 | 4 | 5 | 6 | 7 | 8 | 9 | 10 | Final |
| Regno Unito (Martin) | 0 | 0 | 1 | 2 | 0 | 0 | 2 | 0 | 0 | 1  | 6     |
| x- Canada (Law)      | 1 | 0 | 0 | 0 | 1 | 1 | 0 | 1 | 1 | 0  | 5     |

#### Finale per il 3º/4º posto
21 febbraio 
 09:00
| Squadra                | 1 | 2 | 3 | 4 | 5 | 6 | 7 | 8 | 9 | 10 | Final |
| Stati Uniti (Erickson) | 0 | 1 | 1 | 0 | 0 | 1 | 0 | 2 | 0 | 0  | 5     |
| x- Canada (Law)        | 2 | 0 | 0 | 2 | 1 | 0 | 2 | 0 | 1 | 1  | 9     |

#### Finale per il 1º/2º posto
21 febbraio 
 14:00
| Squadra                 | 1 | 2 | 3 | 4 | 5 | 6 | 7 | 8 | 9 | 10 | Final |
| Svizzera (Ebnöther)     | 0 | 0 | 0 | 1 | 0 | 1 | 0 | 1 | 0 | 0  | 3     |
| x- Regno Unito (Martin) | 0 | 0 | 0 | 0 | 2 | 0 | 1 | 0 | 0 | 1  | 4     |

## Medagliere
| Pos.   | Paese         | Oro | Argento | Bronzo | Totale |
| ------ | ------------- | --- | ------- | ------ | ------ |
| 1      | Norvegia      | 1   | 0       | 0      | 1      |
| 1      | Gran Bretagna | 1   | 0       | 0      | 1      |
| 3      | Canada        | 0   | 1       | 1      | 2      |
| 3      | Svizzera      | 0   | 1       | 1      | 2      |
| Totale | Totale        | 2   | 2       | 2      | 6      |